# Amos Botsford
Pour les articles homonymes, voir Botsford.
Amos Botsford (1744-1812), était un juge et un homme politique canadien du Nouveau-Brunswick. Il a représenté Westmorland à l'Assemblée législative du Nouveau-Brunswick de 1786 à 1812.

## Biographie
Amos Botsford naît le 31 janvier 1744 à Newtown, dans la colonie du Connecticut. Il était le fils de Gideon Botsford, un fermier, et Bertha Bennet.

## Formation & carrière
Il a reçu son diplôme à Yale College en 1763. Il a étudié le Droit à l'université Yale avec Jared Ingersoll et était admis au barreau. Il a exercé le droit et devient professeur de droit à cette même université en 1768 - 1769.
Étant loyaliste, ses biens sont confisqués et il part pour la Nouvelle-Écosse en 1782. Il était nommé par sir Guy Carleton pour diriger les préparatifs en vue des établissements pour les réfugiés.  Il s'établit deux ans plus tard à Dorchester, au Nouveau-Brunswick, où il est nommé greffier de la paix, juge de la Cour inférieure des plaidoyers communs et registraire des actes de Westmorland. 
En 1785, Amos Botsford se lance ensuite en politique dans les premières élections générales de l’Assemblée législative tenues dans la nouvelle province du Nouveau-Brunswick. Il est élu député de Westmorland. À la première session du nouveau corps législatif, Botsford a été choisi premier président de l'Assemblée législative du Nouveau-Brunswick une charge qu'il a occupée jusqu'à sa mort, le 14 septembre 1812.
La paroisse de Botsford était nommé en l'honneur d'Amos Botsford en 1967. La paroisse de Botsford est devenue un district de services locaux après la dissolution de la municipalité du comté de Westmorland en même année.

## Vie familiale
Botsford a épousé Sarah Chandler, de New Haven, Connecticut, en 1770.  Cette union sont nés un fils et deux filles. 
Un de ses enfants, William Botsford, remporte le siège de son père lors de l'élection partielle faisant suite à son décès. Deux des fils de William, le deuxième et le septième, Amos Edwin Botsford et Bliss Botsford respectivement, ont suivi les traces de leur père et de leur grand-père en politique. Bliss Botsford devint président de l'Assemblée législative du Nouveau-Brunswick en 1851 tandis qu'Amos Edwin Botsford fut, par proclamation royale, appelé au premier Sénat canadien en mai 1867.
Amos Botsford est décédé le 14 septembre 1812 à Saint John, Nouveau-Brunswick.